# Cynarospermum asperrimum
Cynarospermum asperrimum là một loài thực vật có hoa trong họ Ô rô. Loài này được (Nees) Vollesen mô tả khoa học đầu tiên năm 1999.</